# Liste von Notarzthubschraubern in Österreich
| Funkrufname            | Standort                                     | Maschine                      | Kennung Stand 3/2017                    | Besonderheiten                                                                            | ICAO-Code | Homepage                                  | in Betrieb seit                       |
| ---------------------- | -------------------------------------------- | ----------------------------- | --------------------------------------- | ----------------------------------------------------------------------------------------- | --------- | ----------------------------------------- | ------------------------------------- |
| Christophorus 1        | Flughafen Innsbruck, Tirol                   | Eurocopter EC 135 T2          | OE-XEY                                  | Bergetau                                                                                  | LOJO      | Homepage Christophorus 1                  | 1. Juli 1983 (LOWI) / Mai 2005 (LOJO) |
| Christophorus 2        | Flugplatz Krems-Langenlois, Niederösterreich | Eurocopter EC 135 T3          | OE-XVF                                  | Tag- und Nachtbetrieb                                                                     | LOAG      | Homepage Christophorus 2                  | 1. September 1983                     |
| Christophorus 3        | Wiener Neustadt, Niederösterreich            | Eurocopter EC 135 T2          | OE-XEL                                  | saisonweise Bergetau                                                                      | LOAW      | Homepage Christophorus 3                  | 15. September 1984                    |
| Christophorus 4        | Reith bei Kitzbühel, Tirol                   | Eurocopter EC 135 T2          | OE-XVC                                  | Bergetau                                                                                  | LOJC      | Homepage Christophorus 4                  | 10. Dezember 1984                     |
| Christophorus 5        | Zams, Tirol                                  | Eurocopter EC 135 T2          | OE-XVB                                  | Bergetau                                                                                  | LOIL      | ÖAMTC-Seite zu Christophorus 5            | 1. Jänner 1993                        |
| Christophorus 6        | Flughafen Salzburg, Salzburg                 | Eurocopter EC 135 T2          | OE-XEA                                  | Bergetau                                                                                  | LOWS      | Homepage Christophorus 6                  | 1. April 2001                         |
| Christophorus 7        | Lienz, Tirol                                 | Eurocopter EC 135 T2          | OE-XEB                                  | Bergetau                                                                                  | LOKQ      | ÖAMTC-Seite zu Christophorus 7            | 1. Jänner 2001                        |
| Christophorus 8        | Nenzing, Vorarlberg                          | Eurocopter EC 135 T2          | OE-XVA                                  | Bergetau                                                                                  | LOJN      | ÖAMTC-Seite zu Christophorus 8            | 1. Jänner 2001                        |
| Christophorus 9        | Landstraße, Wien                             | Eurocopter EC 135 T2          | OE-XVO (vormals OE-XEE, 10.2013 OE.XEI) |                                                                                           | LOBF      | Homepage von Christophorus 9              | 1. April 2001                         |
| Christophorus 10       | Flughafen Linz, Oberösterreich               | Eurocopter EC 135 T2          | OE-XEP                                  | Bergetau                                                                                  | LOWL      | ÖAMTC-Seite zu Christophorus 10           | 1. April 2001                         |
| Christophorus 11       | Flughafen Klagenfurt, Kärnten                | Eurocopter EC 135 T2          | OE-XEQ                                  |                                                                                           | LOMU      | Homepage Christophorus 11                 | 1. Juli 2001                          |
| Christophorus 12       | Graz, Steiermark                             | Eurocopter EC 135 T3          | OE-XVF                                  |                                                                                           | LOWG      | ÖAMTC-Seite zu Christophorus 12           | 1. Juli 2001                          |
| Christophorus 14       | Niederöblarn, Steiermark                     | Eurocopter EC 135 T2          | OE-XEK                                  |                                                                                           | LOGC      | ÖAMTC-Seite zu Christophorus 14           | 1. Juli 2001                          |
| Christophorus 15       | Haselgraben, Niederösterreich                | Eurocopter EC 135 T2          | OE-XVN (Laut Foto)                      | Bergetau                                                                                  | LOLY      | Homepage Christophorus 15                 | 26. Juni 2004                         |
| Christophorus 16       | Oberwart, Burgenland                         | Eurocopter EC 135 T2          | OE-XEF                                  |                                                                                           | LODO      | Homepage Christophorus 16                 | 1. Mai 2005                           |
| Christophorus 17       | St. Michael, Steiermark                      | Airbus H135T3H                | OE-XVI                                  | Tag- und Nachtflugfähig                                                                   | LODC      | ÖAMTC-Seite zu Christophorus 17           | 20.5.2020                             |
| Christophorus 18       | Frauenkirchen                                | Airbus H135                   | OE-XE                                   | Tag- und Nachtflugfähig                                                                   | LOAN      |                                           | Feb. 2025 (April 2024 Wr.Neustadt)    |
| Christophorus Europa 3 | Suben, Oberösterreich                        | Eurocopter EC 135 T2 bzw. P2+ | OE-XEF/ D-HGYN                          | bei ÖAMTC Betrieb: Bergetau, Cable Cutter, Kufenverlängerungen                            | LOLS      | Homepage Christophorus Europa 3           | 23. Juli 2003                         |
| Christophorus 33 ITH   | Wiener Neustadt, Niederösterreich            | Eurocopter EC 135 T2i         | OE-XER                                  | saisonweise Bergetau, Tag- und Nachtbetrieb, als einziger ÖAMTC-Hubschrauber Glas-Cockpit | LOAW      | ÖAMTC-Seite zu Christophorus 3 und 33-ITH | 1. Juli 1999                          |
| Christophorus 99       | Niederöblarn, Steiermark                     | Eurocopter EC 135             | OE-XEM                                  | nur zwischen Jänner und März und in den Sommermonaten Juli bis September besetzt.         | LOGC      |                                           | 1. Jänner 2018                        |
| Gallus 1               | Zürs, Vorarlberg                             | Eurocopter EC 135 T2          | OE-XHZ                                  | nur Wintersaison, Kooperation zwischen ÖAMTC und Wucher Helikopter                        | LOJW      | Bergrettung Vorarlberg Gallus 1           | 1. Juli 1999                          |

1. 1 2  Anmerkung für Stützpunkt Christophorus 3 und Christophorus 33 in Wiener Neustadt: Der Wr. Neustädter Flugplatz hat zwar den ICAO-Code "LOAN", jedoch spricht man beim Christophorus-3-Stützpunkt über einen eigenen Heliport mit dem ICAO-Code "LOAW" mit eigenem Anflugverfahren.
2. ↑  Anmerkung für Stützpunkt Christophorus 8 in Nenzing: Für diesen Stützpunkt stellt der Christophorus Flugrettungsverein das Fluggerät und die Piloten zur Verfügung. Mit der Organisation und dem Betrieb der Flugrettung wurde vom Land Vorarlberg die Vorarlberger Bergrettung beauftragt.
3. ↑  Anmerkung für Stützpunkt Christophorus 9 in Wien: Für diesen Stützpunkt stellt der Christophorus Flugrettungsverein das Fluggerät und die Piloten zur Verfügung. Mit der Organisation und dem Betrieb der Flugrettung wurde vom Land Wien die Berufsrettung Wien MA70 beauftragt.
4. ↑  Anmerkung für Christophorus 11 in Klagenfurt: Im Jahr 2012 übersiedelte der RTH in einen ÖAMTC-eigenen Hangar. Bis dahin teilte er sich einen Hangar mit dem Fluggerät des Innenministeriums.
5. ↑  Anmerkung für Stützpunkt Christophorus Europa 3 in Suben: Dieser Stützpunkt wird gemeinsam mit dem ADAC betrieben und ist das erste grenzüberschreitende und von zwei Ländern betriebene Notarzthubschrauberprojekt Europas. Die Besatzungen kommen je zur Hälfte aus Bayern und Oberösterreich und betreuen auch diese beiden Bundesländer. Für die Koordinierung der Hubschraubereinsätze sind die Rot-Kreuz-Leitstellen in Passau und Ried im Innkreis zuständig.